# Chileogovea jocasta
Espèce
Chileogovea jocasta est une espèce d'opilions cyphophthalmes de la famille des Pettalidae.

## Distribution
Cette espèce est endémique du Chili. Elle se rencontre dans les régions d'Araucanie et du Bíobío.

## Description
Le mâle holotype mesure 1,7 mm et la femelle paratype 1,85 mm.

## Étymologie
Son nom d'espèce lui a été donné en référence à Jocaste.

## Publication originale
- Shear, 1993 : « The genus Chileogovea (Opiliones, Cyphophthalmi, Petallidae). » The Journal of Arachnology, vol. 21, no 1, p. 73–78 (texte intégral).